# Амайлие
Амайлие (серб. Амајлије) — посёлок в общине Биелина Республики Сербской Боснии и Герцеговины. Численность населения составляет 1165 человек по переписи 2013 года.